# 康培氏銜鰕虎魚
康培氏銜鰕虎魚，又稱凱氏銜鰕虎魚，为輻鰭魚綱鱸形目鰕虎魚科的一種。

## 分布
本魚分布於西北太平洋區，包括臺灣、日本南部、香港等海域。

## 深度
水深3-14公尺。

## 特徵
本魚體延長略成圓柱狀，眼略突出，腹鰭癒合成吸盤。魚體灰白色，散布紅褐色斑點，眼後方至鰓蓋處有一條暗褐色短縱紋，背鰭硬棘7枚，背鰭軟條10-11枚，臀鰭硬棘1枚，臀鰭軟條9-10枚，體長可達25公分。

## 生態
本魚棲息在水深較淺的礁沙混合區或礁岩上，緩慢以一動一停的方式游走。屬肉食性，以小型底棲無脊椎動物為食。

## 經濟利用
可作為觀賞魚。

## 扩展阅读
維基物種上的相關：康培氏銜鰕虎魚